# Pleurotus

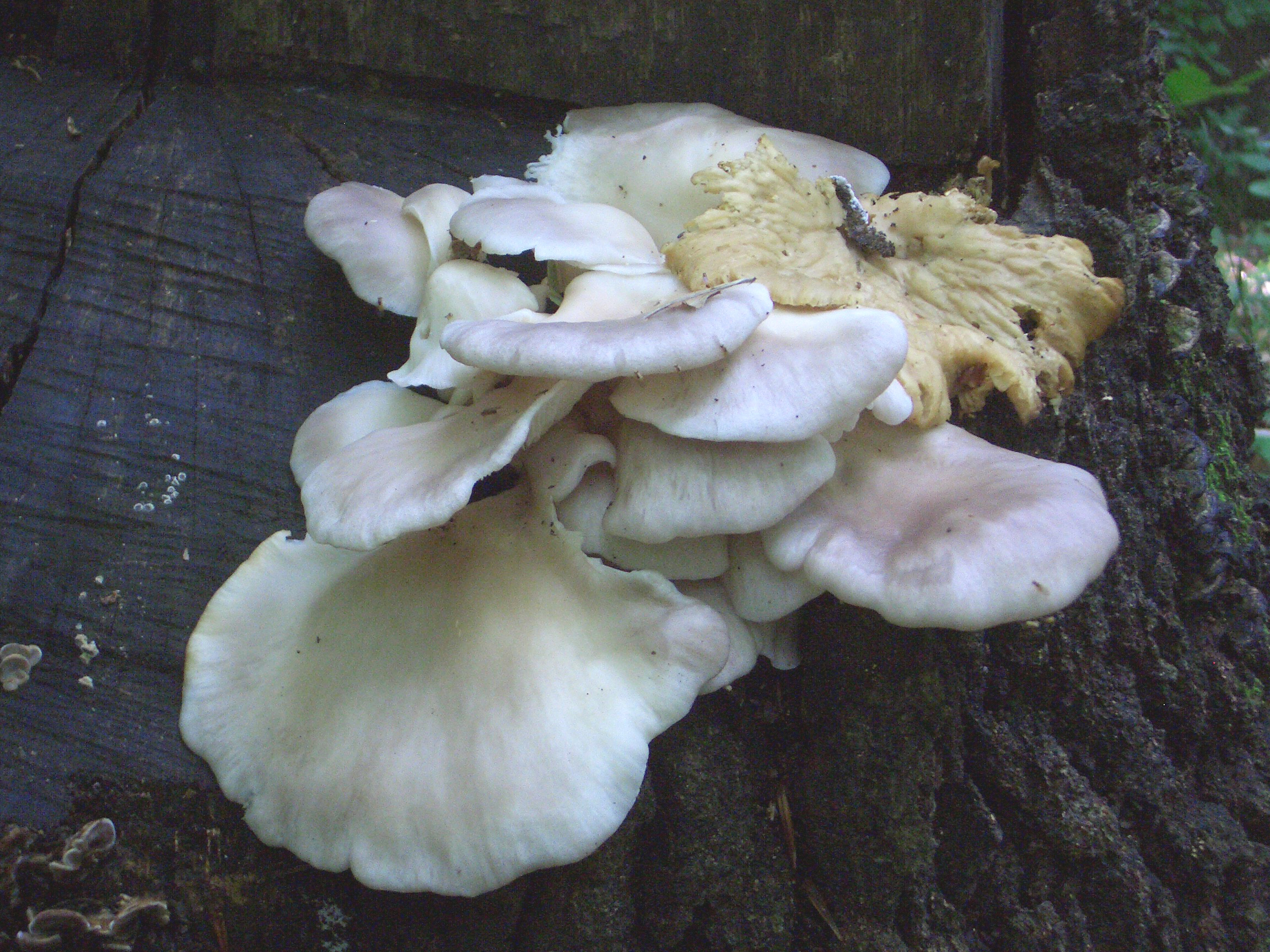
Orellana de corn (Pleurotus cornucopiae)

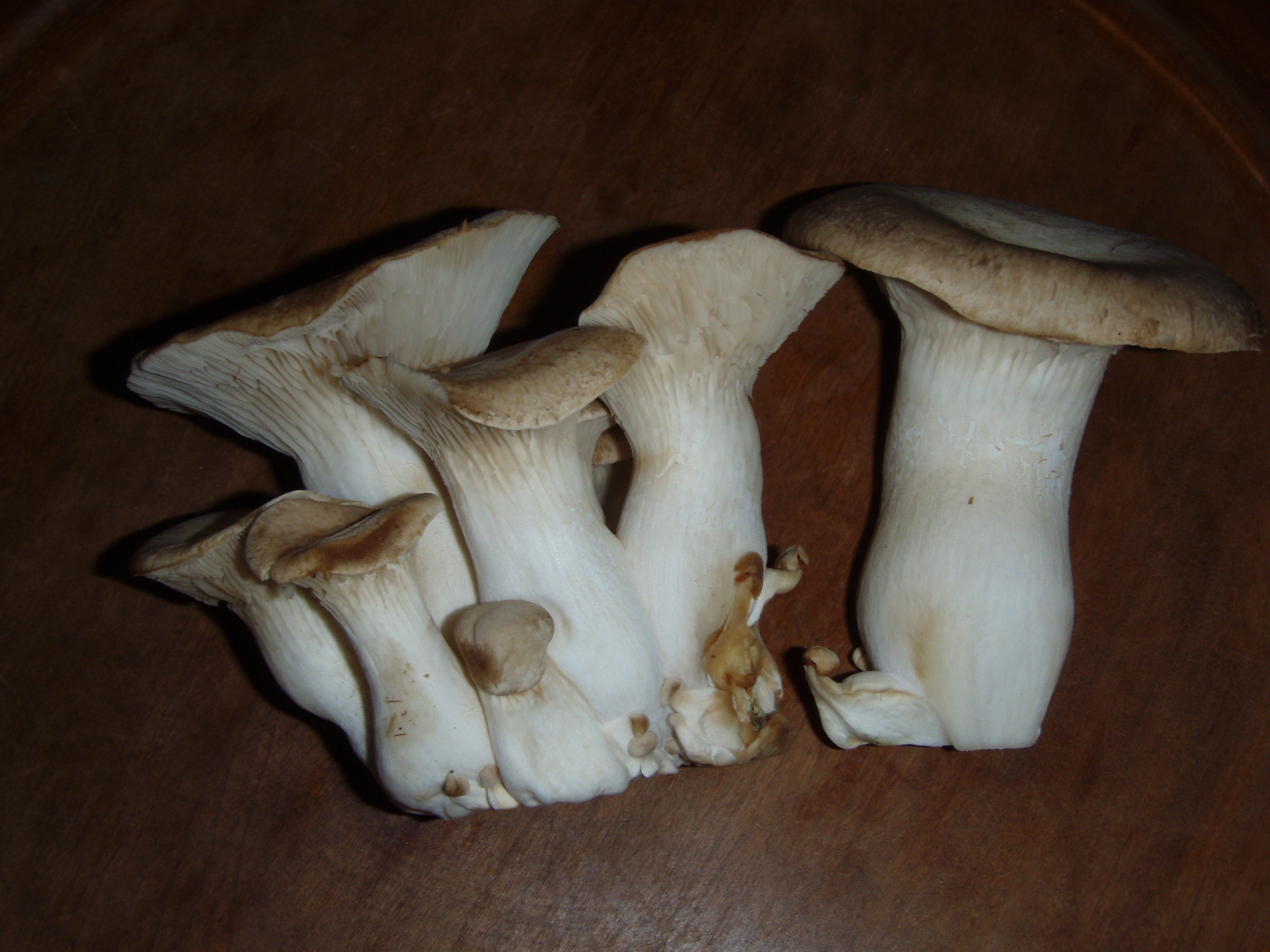
Pleurotus eryngii

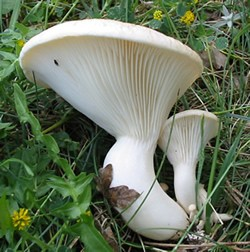
Pleurotus nebrodensis

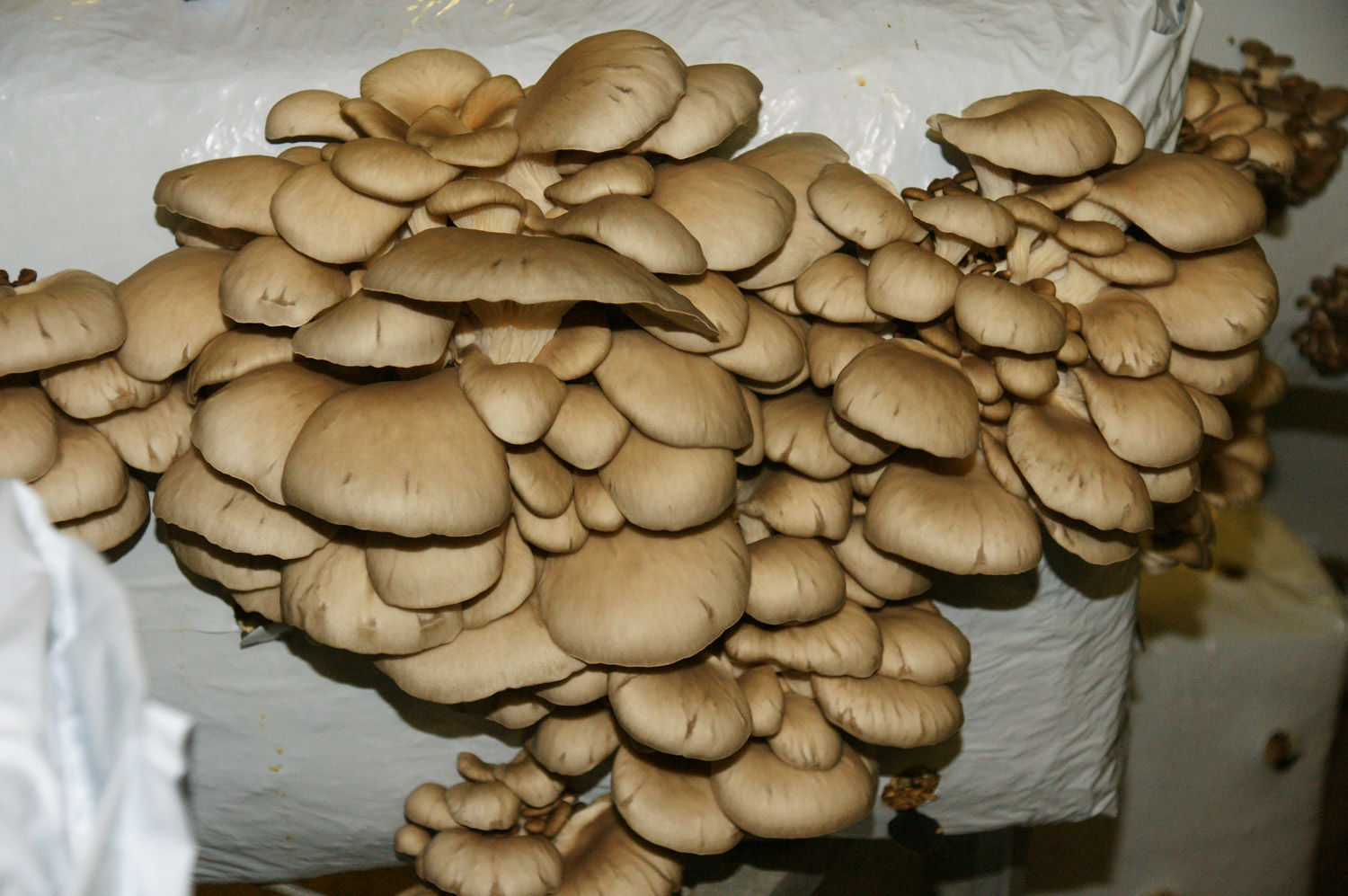
Pleurotus ostreatus

Pleurotus és un gènere de bolets lignícoles de l'ordre dels agaricals, el qual inclou l'orellana de pollancre (Pleurotus ostreatus) i la gírgola de panical (Pleurotus eryngii).

## Descripció
- Cos robust i carnós.
- Peu excèntric.
- Espores de color blanc.
- Barret en forma de ventall.[2]

## Taxonomia
- Pleurotus abieticola R.H. Petersen & K.W. Hughes
- Pleurotus albidus (Berk.) Pegler
- Pleurotus alocasiae Corner
- Pleurotus armeniascus Corner
- Pleurotus aureovillosus Corner
- Pleurotus australis (Cooke & Massee) Sacc.
- Pleurotus calyptratus (Lindbl) Sacc.
- Pleurotus chrysorrhizus Corner
- Pleurotus citrinopileatus Singer
- Pleurotus columbinus Quél. "a" Bres.
- Pleurotus cornucopiae (Paulet ex Pers.) Roll.
- Pleurotus craspedius (Fr.) Gillet
- Pleurotus cyatheicola Corner
- Pleurotus cystidiosus O.K. Mill.
- Pleurotus decipiens Corner
- Pleurotus djamor (Rumph. ex Fr.) Boedijn
- Pleurotus dryinus (Pers. ex Fr.) Kumm., 1871
- Pleurotus ëous (Berk.) Sacc.
- Pleurotus eryngii (DC.) Gillet
- Pleurotus euosmus (Berk.) Sacc.
- Pleurotus favoloides Singer
- Pleurotus flabellatus (Berk. & Broome) Sacc.
- Pleurotus floridanus Singer
- Pleurotus hyacinthus Corner
- Pleurotus incarnatus Hongo
- Pleurotus lactuosus Corner
- Pleurotus lampas (Berk.) Sacc.
- Pleurotus lazoi Donoso
- Pleurotus lilaceilentus Corner
- Pleurotus lindquistii Singer
- Pleurotus musae Corner
- Pleurotus olivascens Corner
- Pleurotus omnivagus Corner
- Pleurotus ostreatoroseus Singer
- Pleurotus ostreatus (Jacq. ex Fr.) Kumm.
- Pleurotus penangensis Corner
- Pleurotus populinus O. Hilber & O.K. Mill.
- Pleurotus problematicus Corner
- Pleurotus pulmonarius (Fr. ex Fr.) Quél.
- Pleurotus rattenburyi Segedin
- Pleurotus roseolus Quél.
- Pleurotus sapidus (Schulzer) Sacc.
- Pleurotus smithii Guzmán
- Pleurotus staringii Oudem.
- Pleurotus subareolatus Peck
- Pleurotus submembranaceus (Berk.) Pegler
- Pleurotus subviolaceus Corner
- Pleurotus viscidulus (Berk. & Broome) Pegler[3][4]

## Comestibilitat
Són comestibles en llur majoria.